# Życie i śmierć króla Jana
Życie i śmierć króla Jana (ang. The Life and Death of King John) – kronika napisana przez Williama Shakespeare’a, opisująca losy króla Jana bez Ziemi, władającego Anglią w latach 1199–1216.
Została napisana na pewno przed 1598 rokiem. Nie są znane żadne jej inscenizacje w czasach Szekspira, pierwsze, o którym wiadomo, pochodzi z roku 1737. Obecnie jest jedną z najrzadziej inscenizowanych sztuk tego autora.
Po raz pierwszy ukazała się drukiem w Pierwszym Folio w 1623.

## Fabuła
Sztukę rozpoczyna wezwanie do abdykacji Jana bez Ziemi, ogłoszone przez francuskiego króla Filipa, zgodnie z życzeniem Artura z Bretanii. Kolejne pięć aktów opisuje nagłe zmiany sojuszów i liczne intrygi, odbywające się na dworze. W końcu, króla zabija mnich, podając mu truciznę. 
Przez cały czas trwania utworu wypowiada się postać znana jako Bękart (ang. The Bastard, wzorowany jest na prawdziwej osobie, Filipie z Cognac), która przedstawia swoje krytyczne uwagi na temat szlachectwa, dbania o własne interesy i angielskiej suwerenności. 
Wielu badaczy obecnie uważa, że dziwne jest, iż w dziele tym nie pojawia się Magna Charta Libertatum, chociaż to właśnie z jej wydania najbardziej znany jest Jan bez Ziemi. Trzeba jednak pamiętać, że w czasach Szekspira była uważana nie za przejaw budowy wolności, a za wstydliwą próbę osłabienia monarchii.